# Kluskapelle (Giershagen)

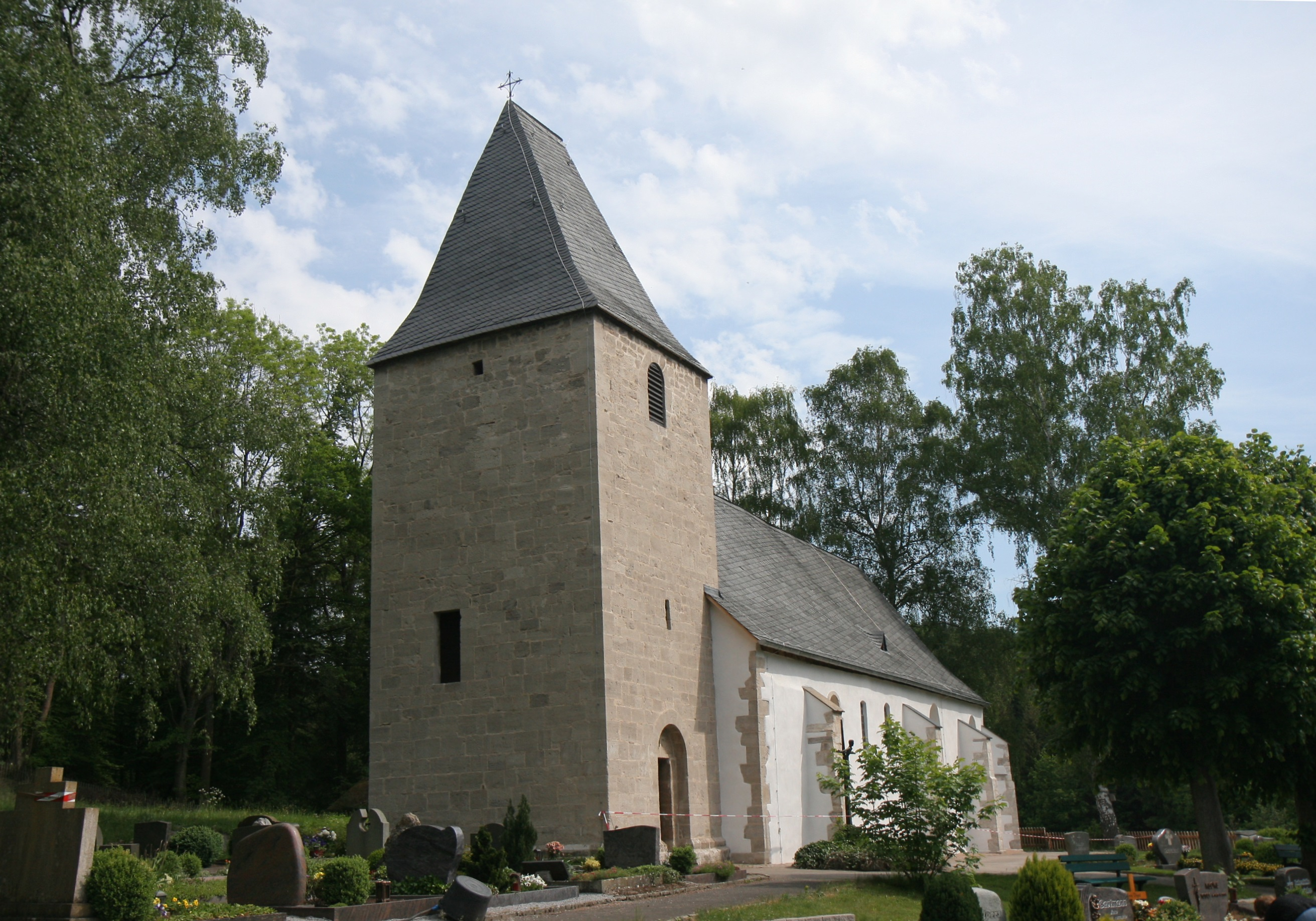
Kluskapelle

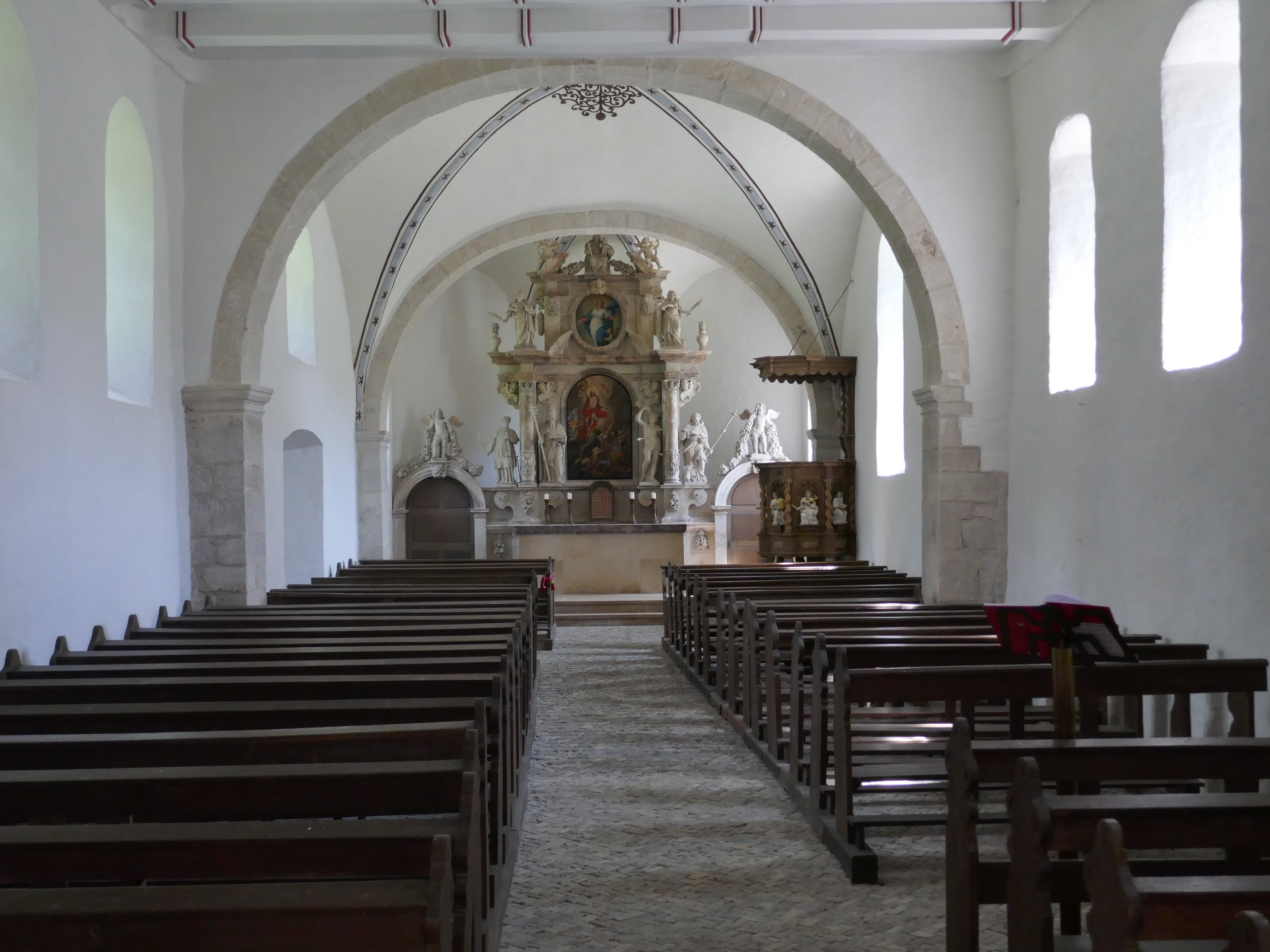
Innenansicht

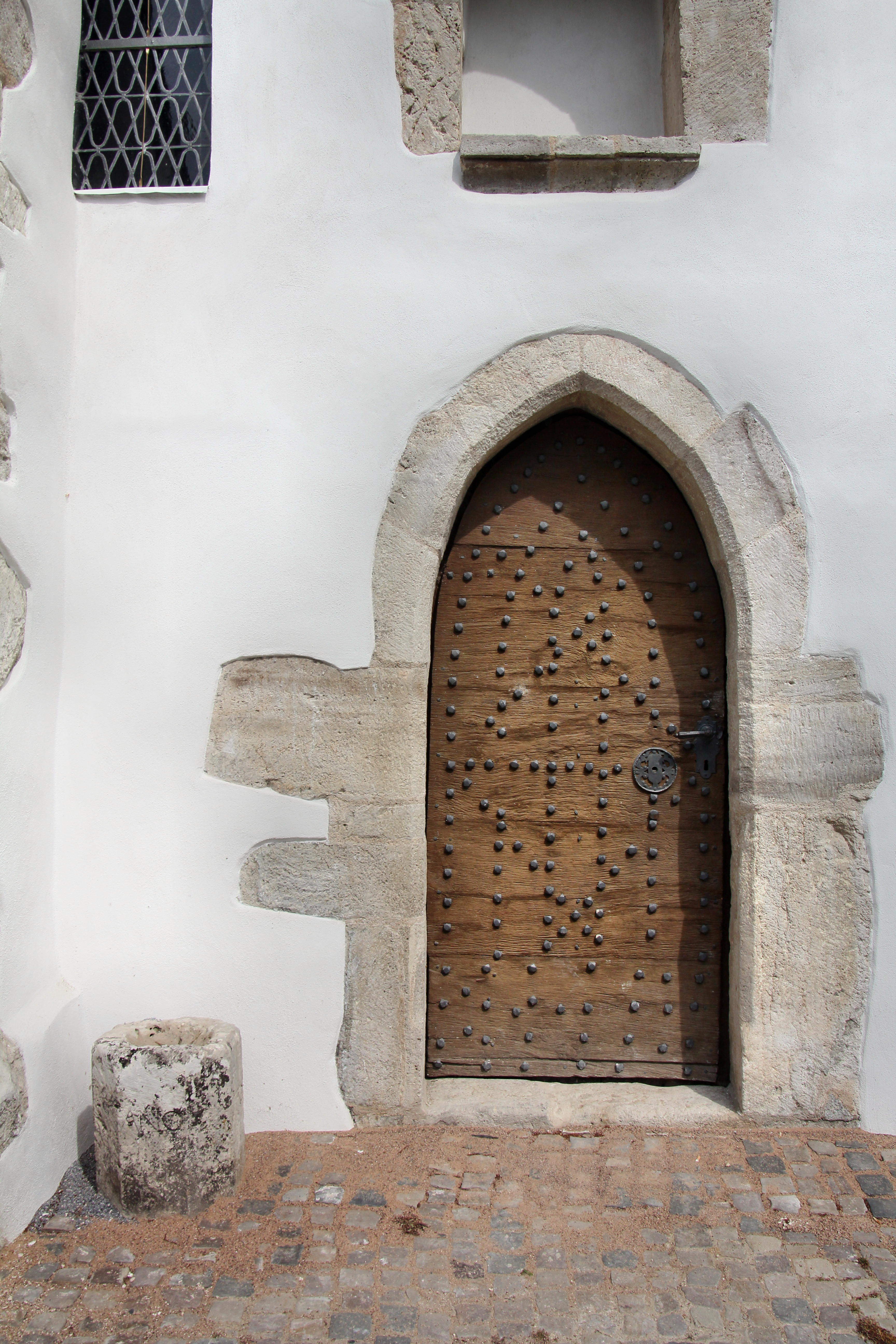
Eingang Kluskapelle

Die Kluskapelle ist eine romanische Kapelle in Giershagen, einem Stadtteil von Marsberg. Als Klus bezeichnet man eine Klause.
Die Kapelle liegt etwa 1,5 km im Nordwesten von Giershagen auf einem alten Friedhof. Sie ist der Rest der im 16. Jahrhundert wüst gefallenen Siedlung Niederupsprunge.
Das Gebäude stammt im Kern aus der Mitte des 12. Jahrhunderts. Der ursprüngliche Bau ist einschiffig mit einem quadratischen Westturm. Der Turm ist aus Muschelkalkstein erbaut und ist unverputzt. An der Südseite des Turmes befindet sich ein Portal mit einem Tympanon.
Das Kirchenschiff und der anschließende Chor sind weiß verputzt. Die Fenster des älteren Teils sind klein. Im neueren Teil sind die rundbogigen Fenster größer. Die Strebpfeiler sind unverputzt. An der Südseite des Schiffes befindet sich ein Eingang mit Spitzbogen und rundbogiger Figurennische. Der Eingang im Norden ist zugemauert.
Das Erdgeschoss des Turmes ist mit einem Kreuzgewölbe versehen. Der Kirchenraum selber ist flachgedeckt. Die Wände sind verputzt und schmucklos. Im alten romanischen Teil wurde 1935 die einfache Holzdecke durch eine Stuckbalkendecke ersetzt.
Im Jahre 1682 wurde die Kapelle nach Osten hin um ein quadratisches Joch und ein 3/8 Chorschluss erweitert. Überwölbt ist dieser Teil durch ein Kreuzgewölbe mit einem achteckigen Schlussstein mit Weinblättern ergänzt.
Den Altar aus Kalkstein, Alabaster und Gierhagener Marmor fertigte der Giershagener Bildhauer Heinrich Papen. Die Kanzel aus Eichenholz zeigt die vier Evangelisten sitzend.
Im Siebenjährigen Krieg kam es am Morgen des 5. August 1761 vor dem Kloster Bredelar zu einer kleinen Schlacht zwischen Truppen aus Frankreich und Preußen. Die Kämpfe verlagerten sich im Laufe des Tages Richtung Giershagen in den Bereich der Diemelbrücke. Die Franzosen mussten sich, vermutlich wegen Munitionsmangel, zurückziehen. Die Kluskapelle wurde stark beschädigt, u. a. wurde der Kirchturm zerstört.
Die Kirche ist ein Patronatsbau des Landes Nordrhein-Westfalen. Die Baulastverpflichtungen des Landes liegen bei hundert Prozent.